# Olavo Cavalheiro
Olavo Setembro Cavalheiro (São Paulo, 1 de janeiro de 1991) é um ator, diretor, cantor e dublador brasileiro. Em 2008 venceu o reality show High School Musical: A Seleção e, em fevereiro de 2010, protagonizou o filme High School Musical: O Desafio. Ele também participou de diversas séries nos canais Disney Channel Brasil e Multishow. Além disso, também fez parte do elenco de diversos espetáculos teatrais.

## Biografia
Filho de artistas, Olavo Cavalheiro demonstrou vocação para as artes dramáticas na infância, começando a estudar teatro aos oito anos. Ele fez curso na Escola Nossa Senhora das Graças, onde sua mãe e seu irmão mais velho eram professores. Aos 14 anos, entrou para o grupo de teatro Companhia Agatha de Artes, atuando em “A Verdadeira História de Cinderela’’ e “História de João Ramalho e Bartira’’. Aos 15 anos, passou a estudar canto e dança (balé clássico e jazz) e pouco depois já se apresentava no musical “Sweeney Todd’’, contracenando com Saulo Vasconcelos.
Olavo apareceu pela primeira vez na televisão em 2008, aonde foi o vencedor do reality show “High School Musical: A Seleção’’. Junto com os finalistas, fez turnê de shows pelo Brasil, gravou dois CDs pela Sony Music, diversos videoclipes e ainda estreou no cinema em 2010 como protagonista no longa “High School Musical: O Desafio’’.
No mesmo ano, participou do curta metragem "O Último a Morrer" interpretando o personagem Herman e ingressou na série "Quando Toca O Sino" do Disney Channel Brasil.
Em 2011, fez uma participação especial na série "De cabelo em pé" do canal Multishow, interpretando o vilão Clau Clau e, em 2013, interpretou o personagem Caio em "Uma Rua Sem Vergonha".
O ator também participou de diversos espetáculos teatrais, sendo os de maior destaque: “Sweeney Todd’’, “Baby - O Musical” e "Quase Normal". Além disso, dublou o personagem Andy em “Toy Story 3’’, o Oscar da série de animação “Adolepeixes”, Hans do atual clássico Frozen, dentre outros.

### 2008 - High School Musical - A Seleção
Olavo apareceu pela primeira vez na televisão em 2008, aonde foi o vencedor de High School Musical - A Seleção (reality show do Disney Channel Brasil). Junto com os finalistas, fez turnê de shows pelo Brasil, gravou dois CDs pela Sony Music e diversos videoclipes. Como vencedor do reality, Olavo ganhou papel de protagonista em um filme e em um seriado, ambos da Disney Brasil.

### 2009 - 2013 - Quando Toca o Sino
Em 2009, Olavo entrou para o elenco da primeira série do Disney Channel Brasil: Quando Toca o Sino. Nas três temporadas da série Olavo interpretou o personagem Arnaldo. A série era gravada no Brasil e explorava os talentos de cantos, dança e atuação.

### 2010 - High School Musical: O Desafio
Em High School Musical: O Desafio, Olavo interpretou seu primeiro e grande papel no cinema que foi consequência do reality show High School Musical - A Seleção no qual ele foi o vencedor.
No filme, ele interpretou o protagonista de mesmo nome.

### 2011 - Baby: O Musical
Baby O Musical foi uma montagem brasileira dirigida por Tadeu Aguiar. Nele, Olavo interpretou o personagem Dani: um jovem universitário que tem sua vida modificada após a notícia que a sua companheira Elisa está grávida.
Sua temporada durou de 13 de maio à 28 de agosto no teatro João Caetano.

### 2012 - 2013 - Quase Normal
A versão brasileira de Next to Normal, foi um grande sucesso  entre 2012 no teatro Clara Nunes (Rio de Janeiro), e 2013 no teatro FAAP(São Paulo).
Nele, Olavo interpretou o personagem Gabe Goodman, o filho perfeito que toda mãe gostaria de ter, além de ser o personagem chave do espetáculo.
Na sétima edição do prêmio APTR, concedido pela Associação de Produtores de Teatro do Rio de Janeiro, o musical dirigido por Tadeu Aguiar e produzido por Eduardo Bakr concorreu nas categorias de “Melhor espetáculo”, “Melhor cenografia” pelo trabalho de Edward Monteiro e “Melhor atriz em papel de protagonista”, pela atuação de Vanessa Gerbelli (o qual foi ganho).

## Filmografia
Televisão
| Ano       | Título                                   | Personagem                             | Canal                |
| --------- | ---------------------------------------- | -------------------------------------- | -------------------- |
| 2007      | Comercial do Bobs                        | -                                      | -                    |
| 2008      | High School Musical A Seleção            | Ele mesmo (ganhador)                   | Disney Channel / SBT |
| 2009-2012 | Quando Toca o Sino                       | Arnaldo                                | Disney Channel       |
| 2011      | De Cabelo Em Pé                          | Claúdio (Clau Clau)                    | Multishow            |
| 2011      | Jogos Transformando o Mundo              | Ele mesmo                              | Disney Channel       |
| 2011      | Participações em quadros do Zapping Zone | Astolfo/Zezinho, Justino Baby e Marcos | Disney Channel       |
| 2008-2011 | Disneyllon                               | Ele mesmo                              | Disney Channel       |
| 2013      | Uma Rua Sem Vergonha                     | Caio                                   | Multishow            |
| 2014      | Que Talento!                             | Coruja e Gavião                        | Disney Channel       |

Filmes
| Ano  | Título                             | Personagem |
| ---- | ---------------------------------- | ---------- |
| 2010 | High School Musical - O Desafio    | Olavo      |
| 2010 | O Último A Morrer (curta metragem) | Herman     |

Dublagens
| Ano       | Título                            | Personagem      |
| --------- | --------------------------------- | --------------- |
| 2010      | Toy Story 3                       | Andy            |
| 2010-2014 | Adolepeixes                       | Oscar           |
| 2011      | Lemonade Mouth                    | Charlie Delgado |
| 2012      | Tinker Bell e o Segredo das Fadas | Sled            |
| 2013      | Frozen: Uma Aventura Congelante   | Hans            |
| 2015      | Frozen: Febre Congelante          | Hans            |
| 2015      | Alisa - A Esperança do Universo   | Takle, Hikle    |
| 2024      | Dragon Ball Daima                 | Degesu          |

## Teatro
| Ano       | Título                             | Personagem                  |
| --------- | ---------------------------------- | --------------------------- |
|           | A Verdadeira História da Cinderela | Mensageiro do Rei           |
|           | Muitas luas                        |                             |
|           | História de João Ramalho e Bartira |                             |
|           | A Bruxinha que era boa             | Pedrinho                    |
|           | O Dragão Verde                     | Apresentador e Prof. Golias |
|           | O Fantástico Mistério de Feiurinha | Escritor                    |
| 2004      | A Bela e a Fera                    | Gaston                      |
| 2005      | Joana D'Arc                        | Rei Carlos                  |
| 2005      | Alladin                            | Alladin                     |
| 2006      | Hamlet                             | Hamlet                      |
|           | Cinderela                          | Príncipe                    |
|           | O Quebra Nozes                     | Bailarino do ballet         |
| 2007      | O Mambembe                         | O Brochado e Chico Inácio   |
| 2007      | Sweeney Todd                       | Anthony                     |
|           | A Pequena Sereia                   | Eric                        |
| 2008      | O Despertar da Primavera           | Melchior                    |
| 2011      | Baby - O Musical                   | Dani                        |
| 2011      | Fedegunda                          | O Desejo                    |
| 2012-2013 | Quase Normal                       | Gabe                        |
| 2013      | Para Sempre ABBA                   |                             |
| 2014      | Novelas O Musical                  |                             |
| 2015      | Querido Brahms                     | Johannes Brahms             |

## Discografia
| Ano  | Título                                  |
| ---- | --------------------------------------- |
| 2008 | High School Musical - A Seleção         |
| 2008 | High School Musical - A Seleção: Sonhos |
| 2010 | High School Musical O Desafio           |
| 2011 | Quando Toca O Sino - 2ª Temporada       |
| 2014 | Frozen                                  |

## Prêmios
| Ano  | Prêmio                       | Categoria              | Indicação         | Resultado |
| ---- | ---------------------------- | ---------------------- | ----------------- | --------- |
| 2014 | III Prêmio Botequim Cultural | Melhor Ator de Musical | Novelas O Musical | Indicado  |